# Pseudantechinus woolleyae
Pseudantechinus woolleyae é uma espécie de marsupial da família Dasyuridae. Endêmica da Austrália, onde está restrita às regiões de Pilbara, Murchison e Ashburton, Austrália Ocidental.
- Nome Científico: Pseudantechinus woolleyae (Kitchener e Caputi, 1988)

- Sinônimo do nome científico da espécie: Parantechinus woolleyae;

## Características
É o maior entre as espécies do gênero, a cauda é ligeiramente inchada, a parte superior é marrom de fundo bronzeado, atrás das orelhas possui uma mancha cor de canela. Mede cerca de 7–10 cm de comprimento e a cauda de 6–9 cm, pesa cerca de 18-43 gramas;
O nome da espécie é em honra a Dra Patricia Woole, uma australiana especialista em marsupiais dasyurideos;

## Hábitos alimentares
São insetisivoros, alimentando-se de insetos e outros invertebrados;

## Caracteristicas de reprodução
Os filhotes nascem em setembro ou outubro, depois de dez meses atingem a maturidade sexual, as fêmeas possuem 6 tetas;

## Habitat
Vive em savanas, desertos e matagais xéricos;

## Distribuição Geográfica
Austrália Ocidental;